# Brabanter
De brabanter is een zeer oud Nederlands kippenras, nauw verwant aan de Nederlandse uilebaard.

## Uiterlijke kenmerken
Het belangrijkste kenmerk van de brabanter is de kuif. De kuif is opstaand, van links en rechts platgedrukt en iets naar voren gebogen. Daarnaast hebben de dieren een driedelige baard. Voor op de kop heeft de haan een hoorntjeskam. Aangezien de dieren een baard hebben, zijn er geen kinlellen aanwezig. De dieren komen voor in de kleurslagen geel witgetoept, gezoomd blauw, goud zwartgetoept, koekoek, wit, zilver zwartgetoept en zwart.

## Kriel
De brabanterkriel is ontstaan uit een kruising van grote brabanters, Nederlandse baardkuifkrielen en Antwerpse baardkrielen. In uiterlijk verschillen de krielen, behalve in grootte, weinig van de grote hoenders.